# Hayk Chobanyan
Hayk Chobanyan (T'ovowz, 5 marzo 1973) è un politico armeno.

## Biografia
Hayk Chobanyan è nato nel 1973 a T'ovowz, un villaggio che si trova nella regione di Tavowš dell'Armenia. Dopo finire la scuola secondaria locale è entrato alla Facoltà di Storia dell'Università Statale di Yerevan ed è stato il primo presidente del Consiglio Studentesco dell'Università Statale di Yerevan. Dal 1995 al 1999 ha studiato all'Accademia di Amministrazione Pubblica della Repubblica di Armenia. Dal 1995 al 1997 ha prestato servizio nell'Esercito Armeno.
Dal 1997 al 1998 Hayk Chobanyan ha lavorato nella redazione della rivista Bollettino dei Dipendenti Pubblici, dal 1998 al 2001 ha lavorato per l'Amministrazione del Governo della RA e poi nel Ministero della Giustizia della RA. Dal 2001 al 2003 ha lavorato come un Direttore Editoriale, dal 2003 al 2012 come il Direttore del Centro Informatico e Analitico di Nork presso il Ministero del Lavoro e degli Affari Sociali della Repubblica di Armenia. Dal 2006 al 2013 Hayk Chobanyan è stato un Membro del Consiglio dell'Unione delle Aziende Informatiche. Nel 2012 ha fondato la Società Arpi Solar e nello stesso anno è stato il capo della Fondazione del Risveglio Spirituale di Tavush. Dal 2014 al 2017 ha lavorato come Vicedirettore dell'Unione delle Aziende Informatiche e come Direttore dell'UAI EXPO. Nel 2016 ha fondato il Fondo per lo Sviluppo delle Energie Rinnovabili e nel 2018 la Società Freenergy. Dal 2016 è il Presidente del Consiglio degli Amministratori della Fondazione Real School e dal 2017 è il presidente dell'Associazione dei Festival Armeni.
Il 6 febbraio 2019 Hayk Chobanyan è stato nominato Governatore della Provincia di Tavush dal Governo della Repubblica di Armenia.
Il 2 aprile 2021, con decreto del Presidente della Repubblica d'Armenia, Hayk Chobanyan è stato nominato Ministro dell'Industria Alta Tecnologia della Repubblica d'Armenia.

## Premi
Ha ricevuto riconoscimenti statali.
- Medaglia Commemorativa d'Argento dell'Università Statale di Yerevan, 2009
- Medaglia Maresciallo Baghramyan,
- Medaglia d'oro del Ministero del Lavoro e degli Affari Sociali.

## Famiglia
È sposato con l'artista Armine Tumanyan. Hanno una figlia femmina e un figlio maschio.